# The Great
The Great ist eine US-amerikanisch-britische satirische Historienserie, die von ihrem Auftraggeber Hulu als „anti-historisch“ beschrieben wird und lose auf dem Aufstieg von Katharina der Großen, Kaiserin von ganz Russland, basiert. Alle zehn Episoden der ersten Staffel wurden am 15. Mai 2020 auf Hulu veröffentlicht. In der Serie spielen Elle Fanning als Kaiserin Katharina II. und Nicholas Hoult als Kaiser Peter III.
Im Juli 2020 verlängerte Hulu die Serie für eine zweite Staffel, die am 19. November 2021 Premiere feierte. Im Januar 2022 wurde die Serie um eine dritte Staffel verlängert, deren Veröffentlichung am 12. Mai 2023 auf Hulu erfolgte. Die Serie wurde nach der dritten Staffel abgesetzt.
Die Veröffentlichung in Deutschland erfolgte bei den ersten beiden Staffeln auf Starzplay, und bei der dritten Staffel auf dessen Nachfolger MGM+.

## Inhalt
The Great ist ein satirisches, komödiantisches Drama über den Aufstieg Katharina der Großen von der Außenseiterin zur am längsten regierenden Herrscherin in der Geschichte Russlands. Die Serie ist fiktionalisiert und porträtiert Katharina in ihrer Jugend und ihrer Ehe mit Kaiser Peter III. und konzentriert sich auf das Komplott, ihren verdorbenen und gefährlichen Ehemann zu töten.

## Besetzung und Synchronisation
Die deutschsprachige Synchronisation entsteht unter der Dialogregie von Irina von Bentheim durch die Synchronfirma SDI Media Germany in Berlin.
| Schauspieler         | Rolle                     | Hauptrolle                 | Nebenrolle             | Synchronsprecher                                       |
| -------------------- | ------------------------- | -------------------------- | ---------------------- | ------------------------------------------------------ |
| Elle Fanning         | Katharina die Große       | 1.01–3.10                  |                        | Victoria Frenz (Staffel 1), Sonja Spuhl (ab Staffel 2) |
| Nicholas Hoult       | Peter III.                | 1.01–3.05, 3.07, 3.10      |                        | Ozan Ünal                                              |
| Nicholas Hoult       | Jemeljan Pugatschow       | 2.01–3.05, 3.07, 3.10      |                        | Ozan Ünal                                              |
| Phoebe Fox           | Marial                    | 1.01–3.10                  |                        | Anna Grisebach                                         |
| Charity Wakefield    | Georgina Dymova           | 1.01–2.03, 2.09–2.10       |                        | Irina von Bentheim                                     |
| Sacha Dhawan         | Graf Orlow                | 1.01–3.01                  |                        | Ricardo Richter                                        |
| Gwilym Lee           | Grigor Dymov              | 1.01–3.10                  |                        | Arne Stephan                                           |
| Adam Godley          | Erzbischof                | 1.01–3.10                  |                        | Oliver Siebeck                                         |
| Douglas Hodge        | General Velementov        | 1.01–3.10                  |                        | Uwe Büschken                                           |
| Belinda Bromilow     | Tante Elisabeth           | 1.01–3.10                  |                        | Andrea Solter                                          |
| Bayo Gbadamosi       | Arkady                    | 1.01–3.10                  |                        | Sebastian Kluckert                                     |
| Florence Keith-Roach | Tatyana                   | 1.01–3.10                  |                        |                                                        |
| Danusia Samal        | Antonia Svenska           | 1.01–1.04, 1.06–2.04, 2.06 |                        |                                                        |
| Sebastian De Souza   | Leo Voronsky              | 1.02–1.10                  |                        |                                                        |
| Dustin Demri-Burns   | Voltaire                  |                            | 1.10, 2.02, 2.05, 2.09 | François Smesny                                        |
| Gillian Anderson     | Katharinas Mutter Johanna |                            | 2.07–2.08              |                                                        |
| Jason Isaacs         | Peter der Große           |                            | 2.08                   |                                                        |

## Bewertung
Auf Rotten Tomatoes erhielt die erste Staffel von The Great zu 89 % positive Bewertungen. Die zweite Staffel wurde mit 100 % positiv bewertet.